# 인도네시아 야구 국가대표팀
인도네시아 야구 국가대표팀은 인도네시아를 대표하는 야구 국가대표팀이다.

## 개요
1960년대부터 인도네시아에 소프트볼이 시작되었고 야구가 본격적으로 시작된 것은 1990년대 부터이다. 1990년대부터 국제대회에 출전하였으며 2001년 자국에서 열린 아시안컵 야구 대회에서 우승을 차지하였다. 국가대표팀 선수들 대부분이 클럽활동으로 야구를 해온 선수들이다. 

## 국제대회 성적

### 아시아 야구 선수권 대회
- 2001년: 5위
- 2003년: 6위
- 2009년: 7위
- 2015년: 6위

### 아시안컵 야구 대회
- 1997년:  2위
- 2001년:  1위
- 2004년:  3위
- 2009년:  1위
- 2015년:  2위
- 2018년: 4위
- 2024년: 5위

### 아시안 게임
- 2018년: 7위(10개팀)

### 동남 아시안 게임
- 2005년:  3위
- 2007년:  3위
- 2011년:  2위
- 2019년:  3위